# Off-Road Drive
Off-Road Drive es un videojuego de carreras todoterreno desarrollado por  1C-Avalon y publicado por 1C Company para Windows. Es parte de la serie Off-Road Drive. Fue lanzado el 29 de septiembre de 2011.

## Jugabilidad
Off-Road Drive es un simulador de carreras todoterreno donde los jugadores participan en el Trofeo Ruso, el Off-Road Trial, el Trofeo Tailandés y otros eventos en las peores condiciones de conducción con una variedad de obstáculos naturales como pantanos, rocas, nieve y arena. El juego presenta una variedad de vehículos deportivos todoterreno, incluidos SUV y camiones de serie tuneados, así como varias clases de prototipos diseñados específicamente para la conducción todoterreno. Los vehículos pueden equiparse con una variedad de equipos y accesorios especiales para campo a través, incluidos cabrestantes, marcha baja, bloqueo del diferencial, clinómetro, altímetro, control de presión de aire de los neumáticos, pistas de arena, etc. El terreno debajo del vehículo actúa como lo hace en la vida real, el automóvil se hunde en la tierra, la tierra crea un surco y se pega al automóvil y a los neumáticos, lo que afecta su manejo. Salen piedras de debajo de las ruedas y dañan otros camiones. El juego cuenta con varias superficies que no solo afectan la fricción de los neumáticos, sino que también tienen reacciones complejas en función del peso del automóvil, la velocidad, el par de torsión de las ruedas, el estado de los neumáticos, el tiempo en esta superficie, la profundidad de inmersión del automóvil en la superficie, etc.

## Recepción
Off-Road Drive recibió críticas "mixtas o promedio" según el sitio web agregador de reseñas Metacritic.